# Mogens Cohrt
Mogens Cohrt (født 5. december 1918, død 3. juni 1992) var en dansk oversætter. Han har blandt andet oversat værker af Ian Fleming og Nick Carter.

## Oversættelser
| Forfatter              | Dansk titel                                                                                           | Originaltitel                      |
| ---------------------- | --- | ---------------------------------- |
| A. A. Fair             | Vindueskiggeren                                                                                       | Bachelors get lonely               |
| A. Philippa Pearce     | Kun en ganske lille hund                                                                              | So small a dog                     |
| Adam Hall              | San Domingo mysteriet                                                                                 | The volcanoes of San Domingo       |
| Adam Hall              | Skorpionens stik                                                                                      | The scorpion signal                |
| Alan White             | Den lange vagt                                                                                        | The long watch                     |
| Alastair MacNeill      | Dødens tog                                                                                            | Death train                        |
| Alison Bray            | Kærlighed ved andet blik                                                                              | Nurse at Crag House                |
| Alistair MacLean       | Farvel, Californien                                                                                   | Goodbye California                 |
| Alistair MacLean       | Krigen på havet: historier om søfolk, smuglere og skibe                                               | The lonely sea                     |
| Alistair MacLean       | San Andreas                                                                                           | San Andreas                        |
| Alistair MacLean       | Santorini                                                                                             | Santorini                          |
| Andrea Harris          | Ven eller fjende?                                                                                     | An Irish affair                    |
| Ann Rivkin             | Den gådefulde ø                                                                                       | Mystery of disaster island         |
| Anthony Hyde           | Den røde ræv                                                                                          | The red fox                        |
| Anthony Olcott         | Hotel Røde Oktober                                                                                    | Murder at the Red October          |
| Arthur R. G. Solmssen  | Nætter i Berlin                                                                                       | A princess in Berlin               |
| Belinda Dell           | Skønhed og løgn                                                                                       | Fateful enchantress                |
| Ben Healey             | Døden mellem tinderne                                                                                 | The millstone men                  |
| Ben Healey             | To skud i Monte Carlo                                                                                 | Waiting for a tiger                |
| Brian Freemantle       | Charlie og russiske rose                                                                              | Charlie Muffin and Russian rose    |
| Brian Freemantle       | Charlie spiller ud                                                                                    | Madrigal for Charlie Muffin        |
| C. Northcote Parkinson | De listige ponyer                                                                                     | Ponies plot                        |
| Caroline Crane         | Hustru fundet myrdet                                                                                  | Wife found slain                   |
| Carter Dickson         | Bøddelen går igen                                                                                     | The plague court murders           |
| Charles Runyon         | Alt for mange ulykker -                                                                               | The prettiest girl I ever killed   |
| Charles Williams       | Koralrevet                                                                                            | Scorpion Reef                      |
| Charlotte Armstrong    | Hvem er bange for ulven                                                                               | The better to eat you              |
| Christiane Sprenger    | Adopteret                                                                                             | Liebe Schwester - blöde Kuh        |
| Christopher Landon     | En handske til major Conway                                                                           | A flag in the city                 |
| Christopher Landon     | Et ekko fra graven                                                                                    | Dead men rise up never             |
| Colin Forbes           | Kampvogn på afveje                                                                                    | Tramp in armour                    |
| Colin Forbes           | Lavine-ekspressen                                                                                     | Avalanche express                  |
| Colin Forbes           | Skæbneskibet                                                                                          | Year of the golden ape             |
| Colin Watson           | Kiste, kun lidt brugt …                                                                               | Coffin, scarcely used              |
| Colin Watson           | Mord er ikke velgørende                                                                               | Charity ends at home               |
| Craig Rice             | Vidnet                                                                                                | Innocent bystander                 |
| Craig Thomas           | Hævnens redskab                                                                                       | Wolfsbane                          |
| Dan J. Stevens         | Banditterne fra Denver                                                                                | The killers from Owl Creek         |
| Daniel V. Gallery      | Vi erobrede en u-båd                                                                                  | We captured a U-boat               |
| David Horsley          | Hemmelige ordrer                                                                                      |                                    |
| David Shobin           | Den ufødte                                                                                            | The unborn                         |
| David Westheimer       | Von Ryan's ekspres                                                                                    | Von Ryan's express                 |
| Dick Francis           | Alle mod alle                                                                                         | Rat race                           |
| Dominick Dunne         | Sandheden om Ann Grenville                                                                            | The two Mrs. Grenvilles            |
| Don Pendleton          | Død over mafiaen                                                                                      | The executioner's death squad      |
| Don Pendleton          | Døden i Las Vegas                                                                                     | Vegas vendetta                     |
| Don Pendleton          | Hævn i San Francisco                                                                                  | California hit                     |
| Don Pendleton          | Hævneren går amok                                                                                     | Jersey guns                        |
| Don Pendleton          | Hævneren slår igen                                                                                    | The executioner's battle mask      |
| Don Pendleton          | I mafiaens klør                                                                                       | Boston blitz                       |
| Don Pendleton          | Krig med mafiaen                                                                                      | The executioner                    |
| Don Pendleton          | Lynkrig i San Diego                                                                                   | San Diego siege                    |
| Don Pendleton          | Mafiaens dødsfjende                                                                                   | Continental contract               |
| Don Pendleton          | Mafiareden                                                                                            | Carribeankill                      |
| Don Pendleton          | Mareridt i New York                                                                                   | Nightmare in New York              |
| Don Pendleton          | Massakre i Miami                                                                                      | Miami massacre                     |
| Don Pendleton          | Panik i Philadelphia                                                                                  | Panic in Philly                    |
| Don Pendleton          | Slaget om Soho                                                                                        | Assault on Soho                    |
| Don Pendleton          | Slaget om Washington                                                                                  | Washington I.O.U.                  |
| Donald E. Westlake     | Der var engang en diamant                                                                             | The hot rock                       |
| Donald E. Westlake     | Strømere og stoddere                                                                                  | Cops and robbers                   |
| Doris Shannon          | Bag de funklende bjerge                                                                               | Beyond the shining mountains       |
| Dorothy L. Sayers      | Annoncer der dræbte                                                                                   |                                    |
| Duncan Kyle            | Is og ild                                                                                             | In deep                            |
| Edgar Wallace          | De tre nøgler                                                                                         | The clue of the new pin            |
| Edgar Wallace          | Mordet ved de tre ege                                                                                 | The three oak mystery              |
| Eleanor Farnes         | Bryllup med forhindringer                                                                             | The stepsisters                    |
| Elisabeth Gilzean      | Den lille oprører                                                                                     | The rebellion of nurse Smith       |
| Elizabeth Cadell       | Hvide løgne                                                                                           | The Stratton story                 |
| Elizabeth Goudge       | Den grønne Delfins Gade                                                                               | Green Dolphin country              |
| Ellery Queen           | Død mands saga                                                                                        | Dead man's tale                    |
| Ellery Queen           | Modstander bag maske                                                                                  | The player on the other side       |
| Elleston Trevor        | SOS Atlantic Whipper kalder ...                                                                       | Gale Force                         |
| Elleston Trevor        | Vinger til fugl Føniks                                                                                | The flight of the Phoenix          |
| Elsi Rydsjö            | Med din hånd i min                                                                                    | Din hand i min                     |
| Erich Segal            | Klassen                                                                                               | The class                          |
| Erle Stanley Gardner   | Den gådefulde gift                                                                                    | The case of the demure defendant   |
| Erle Stanley Gardner   | Den uægte ægtemand                                                                                    | The case of the bigamous spouse    |
| Evan Hunter            | Løb - eller dø                                                                                        | A horse's head                     |
| Fédérica de Cesco      | Godt klaret Jeanne                                                                                    | Im Wind der Camargue               |
| Francis Clifford       | Nattens terror                                                                                        | The Grosvenor Square goodbye       |
| Francis Clifford       | Smugleren                                                                                             | Drummer in the dark                |
| Frank McDonald         | Arven fra fortiden                                                                                    | Provenance                         |
| Fredda Fenton          | Dr. Ann Merrick                                                                                       | Doctor abroad                      |
| Frederick Forsyth      | Djævelens alternativ                                                                                  | The devil's alternative            |
| Frederick Nolan        | Hvide nætter, rødt daggry                                                                             | White nights, red dawn             |
| Graham Greene          | Den menneskelige faktor                                                                               | The human factor                   |
| Gun Årestad            | Den uventede arv                                                                                      | Flugor kring en sockerbit          |
| Gun Årestad            | Forelsket igen                                                                                        | Dagsländans liv är kort            |
| Hammond Innes          | North Star                                                                                            | North star                         |
| Harold Robbins         | Drømme dør først                                                                                      | Dreams die first                   |
| Harold Robbins         | En anden tid                                                                                          | Memories of another day            |
| Harold Robbins         | Farvel, Janette                                                                                       | Goodbye, Janette                   |
| Harold Robbins         | Forføreren                                                                                            | Spellbinder                        |
| Harold Robbins         | JeriLee                                                                                               | The lonely lady                    |
| Harold Robbins         | Piraten                                                                                               | The pirate                         |
| Harry Brown            | Angreb ved daggry                                                                                     | A walk in the sun                  |
| Helen Nielsen          | Morder på fri fod                                                                                     | Killer in the Street               |
| Herman Melville        | Moby Dick                                                                                             | Moby Dick                          |
| Alfred Hitchcock       | Alfred Hitchcock præsenterer Der var engang et mord: 13 udvalgte kriminalnoveller                     | Once upon a dreadful time          |
| Howard Engel           | Ædelsten på afveje                                                                                    | A city called July                 |
| Ian Fleming            | Jeg er James Bond 007                                                                                 | The authorized biography of 007    |
| Irving Wallace         | For enhver pris                                                                                       | The Almighty                       |
| Irving Wallace         | Kun en kender svaret                                                                                  | The second lady                    |
| J. J. Lynx             | Tyvenes fyrste: En biografi over George manolesco alias H.H. Prins Lahovary alias hertugen af Otranto | The prince of thieves              |
| J. L. K. Grimm         | Grimms eventyr                                                                                        |                                    |
| James Leasor           | Døden på fire hjul                                                                                    | Host of extras                     |
| James Mills            | Den syvende magt                                                                                      | The seventh power                  |
| James Mills            | Rapport til politichefen                                                                              | Report to the commissioner         |
| James Rouch            | Porten til helvede                                                                                    | Gateway to hell                    |
| Jan Roffman            | Kapløb om mord                                                                                        | Likely to die                      |
| Jay J. Armes           | Manden med de 13 liv                                                                                  | Investigator                       |
| John Dickson Carr      | Den sovende sfinks                                                                                    | The sleeping sphinx                |
| John Dickson Carr      | Giften i vandet : et dr. Gideon Fell mysterium                                                        | Below suspicion                    |
| John Hawkesworth       | Fruens kammerpige : herskab og tjenestefolk                                                           | In my lady's chamber               |
| John Jakes             | Arvingerne                                                                                            | The titans                         |
| John Jakes             | Bastarden                                                                                             | The bastard                        |
| John Jakes             | Desertøren                                                                                            | The warriors                       |
| John Jakes             | Elskerinden                                                                                           | The furies                         |
| John Jakes             | Hævneren                                                                                              | The seekers                        |
| John Jakes             | Jernkvinden                                                                                           | The furies                         |
| John Jakes             | Patrioten                                                                                             | The bastard                        |
| John Jakes             | Pioneren                                                                                              | The seekers                        |
| John Jakes             | Rebellerne                                                                                            | The rebels                         |
| John Jakes             | Sejrherrerne                                                                                          | The rebels                         |
| John Jakes             | Soldaten                                                                                              | The titans                         |
| Joseph E. Chipperfield | Guldgraverens hund                                                                                    | Boru, dog of the O'Malley          |
| Joseph Harrington      | Den sidste på listen                                                                                  | The last known address             |
| Judith Michael         | Private forhold                                                                                       | Private affairs                    |
| Jules Verne            | Zarens kurér                                                                                          | Michel Strogoff                    |
| Julian Symons          | Blodig leg                                                                                            | The players and the game           |
| Julian Symons          | Komplottet mod Roger Rider                                                                            | The plot against Roger Rider       |
| Julian Symons          | Mordet i sovebyen                                                                                     | The end of Solomon Grundy          |
| Julian Symons          | Ungdom, galskab - mord                                                                                | The progress of a crime            |
| Käthe Recheis          | I skyggernes net                                                                                      | Das Schattennetz                   |
| Kenneth Ireland        | Bugten                                                                                                | The cove                           |
| Larry Kent             | Hævnen er sød                                                                                         | No mink in a shroud                |
| Larry Kent             | Hold fingrene væk                                                                                     | Sinner take all                    |
| Larry Kent             | Mistænkt for mord                                                                                     | Luck is no lady                    |
| Lawrence Sanders       | Anderson-sagen                                                                                        | The Anderson tapes                 |
| Lewis B. Patten        | Efterlyst for mord                                                                                    | Bounty man                         |
| Louis Trimble          | Banditterne fra Ice River                                                                             | The ragbag army                    |
| M. B. Longman          | Sort guld                                                                                             | The power of black                 |
| Mairi O'Nair           | Den smukke enke                                                                                       | Desirable widow                    |
| Mario Puzo             | Sicilianeren                                                                                          | The Sicilian                       |
| Marjorie Moore         | Hendes anden kærlighed                                                                                | Second love                        |
| Mark Twain             | Huck Finn                                                                                             | The adventures of Huckleberry Finn |
| Marshall McCoy         | Morderne var i sort                                                                                   | The killers wore black             |
| Mary Roberts Rinehart  | Det gule værelse                                                                                      | The yellow room                    |
| Mary Roberts Rinehart  | En kvinde jages                                                                                       | Haunted lady                       |
| Max Catto              | Den silkebløde baronesse                                                                              | Mister Moses                       |
| Maxine Paetro          | Kærlighed og karriere                                                                                 | Babydreams                         |
| Michael Hartland       | Stadier på forræderiets vej                                                                           | Seven steps to treason             |
| Michael Skinner        | Døden i Harlem                                                                                        | Shoot-out in Spanish Harlem        |
| Michael Underwood      | Ry for retfærdighed                                                                                   | Smooth justice                     |
| Mollie Hardwick        | År med forandringer : herskab og tjenestefolk                                                         | The years of change                |
| Nick Carter            | Døden i Amazonas                                                                                      | The Amazon                         |
| Nick Carter            | Dødens karneval                                                                                       | Carnival of killing                |
| Nick Carter            | Operation Snemand                                                                                     | The devil's dozen                  |
| Olga Hesky             | Mord i Tel Aviv                                                                                       | Time for treason                   |
| Olov Svedelid          | De forsvundne spædbørn                                                                                | Barnarov                           |
| Örjan Persson          | U-bådsjagten                                                                                          | Petrus på u-båtsjakt               |
| Patricia Maxwell       | Mørkets magter                                                                                        | Dark masquerade                    |
| Patricia Moyes         | En stjerne falder                                                                                     | Falling star                       |
| Patricia Moyes         | Mord i sort                                                                                           | Black widower                      |
| Patrick Quentin        | Den kinesiske lygte: Skrevet under pseudonmyet Jonathan Stagge                                        | The scarlet circle                 |
| Patrick Quentin        | Mysteriet Nanny Ordway                                                                                | Fatal woman                        |
| Patrick Quentin        | Peter Duluth slår til                                                                                 | Puzzle for wantons                 |
| Paul Chevigny          | Kriminel skade                                                                                        | Criminal mischief                  |
| Paul Gallico           | Riviera-kvartet                                                                                       | The zoo gang                       |
| Paul Kruger            | Hævnen rækker langt                                                                                   | The hunters                        |
| Peter Abrahams         | Deres er natten                                                                                       | A night of their own               |
| Peter Benchley         | Dødens gab                                                                                            | Jaws                               |
| Peter Benchley         | Drama i dybet                                                                                         | The deep                           |
| Peter Benchley         | Øen                                                                                                   | The island                         |
| Peter Driscoll         | Det sidste vidne                                                                                      | The Barboza credentials            |
| Peter Straub           | Det forfærdeligste                                                                                    | Ghost story                        |
| Philip Atlee           | Sagen er din, Joe Gall                                                                                | The green wound contract           |
| Piers Paul Read        | Professorens datter                                                                                   | The professor's daughter           |
| Ray Bradbury           | Manden med leen                                                                                       | October country                    |
| Richard Collier        | Djævlens ånde                                                                                         | The sound of fury                  |
| Richard Gordon         | Varen varer til maj                                                                                   | Nuts in may                        |
| Robert Lipsyte         | Den trange vej                                                                                        | The contender                      |
| Robert McCrum          | I den hemmelige stat                                                                                  | In the secret state                |
| Robert McCrum          | Philip Taylors stille liv                                                                             | A loss of heart                    |
| Robert Stone           | Efter natten                                                                                          | A flag for sunrise                 |
| Robert van Gulik       | Den røde pavillon                                                                                     | The red pavilion                   |
| Robert van Gulik       | Guldmordene                                                                                           | The Chinese gold murders           |
| Robert van Gulik       | Kejserens perle                                                                                       | The emperor's pearl                |
| Robert van Gulik       | Klokkemordene                                                                                         | The Chinese bell murders           |
| Robert van Gulik       | Labyrintmordene                                                                                       |                                    |
| Robert van Gulik       | Lakskærmen                                                                                            | The lacquer screen                 |
| Robert van Gulik       | Pilemotivet                                                                                           | The willow pattern                 |
| Robert van Gulik       | Sømordene                                                                                             | The Chinese lake murders           |
| Robert van Gulik       | Spøgeri i klosteret                                                                                   | The haunted monastery              |
| Robert van Gulik       | Tan gram mysteriet                                                                                    | The Chinese nail murders           |
| Ronald Johnston        | De sorte kameler                                                                                      | The black camels of Quashran       |
| Ross Macdonald         | Mord og maleri                                                                                        | The blue hammer                    |
| Samuel Pisar           | Blod og håb                                                                                           | Of blood and hope                  |
| Shane Douglas          | Den store fristelse                                                                                   | Surgeon in need                    |
| Shirley L. Arora       | Hvad nu, Raman?                                                                                       | What then, Raman                   |
| Sidney Kirkpatrick     | Skarpe skud i Hollywood                                                                               | A cast of killers                  |
| Sidney Sheldon         | kviksand                                                                                              | Bloodline                          |
| Stanislaw Sosabowski   | Faldskærmsgeneralen                                                                                   | Parachute-general                  |
| Stanton Forbes         | Alene mod en morder                                                                                   | Relative to death                  |
| Stella Pevsner         | Hvorfor, Diane?                                                                                       | How could you do it, Diane?        |
| Stieg Trenter          | Nøkkens spil                                                                                          | Aldrig näcken                      |
| Stig Malmberg          | Efter kampen                                                                                          | Efter matchen                      |
| Stig Malmberg          | Poppen                                                                                                | Träffen                            |
| Stuart Woods           | Delano - en by i Georgia                                                                              | Chiefs                             |
| Stuart Woods           | Hvid last                                                                                             | White cargo                        |
| Stuart Woods           | Med vinden i ryggen                                                                                   | Run before the wind                |
| Stuart Woods           | På søens bund                                                                                         | Under the lake                     |
| Stuart Woods           | Palindrom : et skæbnesvangert dobbeltspil                                                             | Palindrome                         |
| Terence Brady          | Roses historie                                                                                        | Rose's story                       |
| Thomas H. Stone        | Døden er sort                                                                                         | Black death                        |
| Thomas H. Stone        | Heroin er usundt                                                                                      | One horse race                     |
| Thomas H. Stone        | Sort er smukt                                                                                         | Dead set                           |
| Thomas H. Stone        | Stop for mord                                                                                         | Stopover for murder                |
| Thomas Palmer          | Dødens købmænd                                                                                        | Bogsamleren                        |
| Tony Hillerman         | Lyttende kvinde                                                                                       |                                    |
| Ulla Trenter           | Gæsten                                                                                                | Gästen                             |
| Ursula Curtiss         | En krans til Monica                                                                                   | Voice out of darkness              |
| Ursula Curtiss         | Luk ikke op for en morder                                                                             | Don't open the door                |
| Vian Smith             | Den glemte hest                                                                                       | Come down the mountain             |
| Victor Price           | Hvorfor skal Achilles dø                                                                              | The death of Achilles              |
| W. P. McGivern         | Blodpenge                                                                                             | Rogue cop                          |
| W. T. Tyler            | Manden der tabte krigen                                                                               | The man who lost the war           |
| Walter Tevis           | Dronninggambit                                                                                        | The queen's gambit                 |
| Whit Masterson         | Livsvarigt                                                                                            | The death of me yet                |
| William D. Blankenship | Guld og gæve gutter                                                                                   | Yukon gold                         |
| William P. McGivern    | Soldater fra '44                                                                                      | Soldiers of '44                    |